# Tyson Fury vs Dillian Whyte
Tyson Fury vs. Dillian Whyte è stato un incontro di pugilato disputatosi il 23 aprile 2022 presso il Wembley Stadium di Londra, Inghilterra, nel Regno Unito. Primo incontro tra Fury, campione in carica dei pesi massimi WBC e The Ring contro Whyte, il campione ad interim dei pesi massimi WBC.
L'incontro venne vinto da Fury per TKO al sesto round.